# Allan (Drôme)
 Allan  es una población y comuna francesa, en la región de Ródano-Alpes, departamento de Drôme, en el distrito de Nyons y cantón de Montélimar-2.

## Demografía
| 612 | 662 | 865 | 1145 | 1249 | 1385 |
| Para los censos de 1962 a 1999 la población legal corresponde a la población sin duplicidades (Fuente: INSEE [Consultar]) |     |     |      |      |      |